# Nicolas Rio
Pour les articles homonymes, voir Rio.
Nicolas Rio, né le 22 avril 1995 à Vénissieux, est un orienteur français.

## Carrière
Il remporte la médaille de bronze du relais masculin aux Championnats du monde de course d'orientation 2018 en Lettonie ainsi qu'aux Jeux mondiaux militaires de 2019 à Wuhan.